# Drapetis pilosa
Drapetis pilosa är en tvåvingeart som beskrevs av Axel Leonard Melander 1918. Drapetis pilosa ingår i släktet Drapetis och familjen puckeldansflugor. Inga underarter finns listade i Catalogue of Life.